# FSC Loox

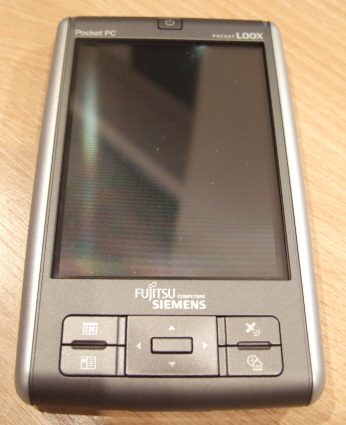
Ein PDA der 500er-Serie Pocket Loox

Loox oder genauer Pocket Loox war eine PDA-Serie von Fujitsu Siemens Computers (FSC). Die Geräte waren nur in Europa, Russland und dem Nahen Osten erhältlich (EMEA), da außerhalb dieser Region nur Fujitsu tätig war. Unter ähnlichen Bezeichnungen bzw. Design war auch eine Smartphone-Serie verfügbar. Die Produktion und der Vertrieb der Loox-Modelle wurde im Herbst 2007 eingestellt.

## PDAs

### Loox 410
- Bildschirm: 3,5 Zoll (8,89 cm), 240 × 320 Pixel Touchscreen
- Speicher: 64 MB RAM / 32 MB Flash-ROM
- Prozessor: 300 MHz Intel XScale PXA255
- Schnittstellen:
  - Audio-Ein-/Ausgang über Kopfhörerstecker
  - USB
  - Infrarot-Schnittstelle
  - Bluetooth 1.1
- Speicherkarte: Secure Digital (SDIO-kompatibel)
- Akku: 1.100 mAh Lithium-Ionen
- Betriebssystem: Windows Mobile 2003 (Upgradefähig auf Windows Mobile 2003 SE)

### Loox 420
- Bildschirm: 3,5 Zoll (8,89 cm), 240 × 320 Pixel Touchscreen
- Speicher: 64 MB RAM / 32 MB Flash-ROM
- Prozessor: 400 MHz Intel XScale PXA255
- Schnittstellen:
  - Audio-Ein-/Ausgang über Kopfhörerstecker
  - USB
  - Infrarot-Schnittstelle
  - Bluetooth 1.1
  - WiFi 802.11b
- Speicherkarte: Secure Digital (SDIO-kompatibel)
- Akku: 1.100 mAh Lithium-Ionen
- Betriebssystem: Windows Mobile 2003 (Upgradefähig auf Windows Mobile 2003 SE)

### Loox 600

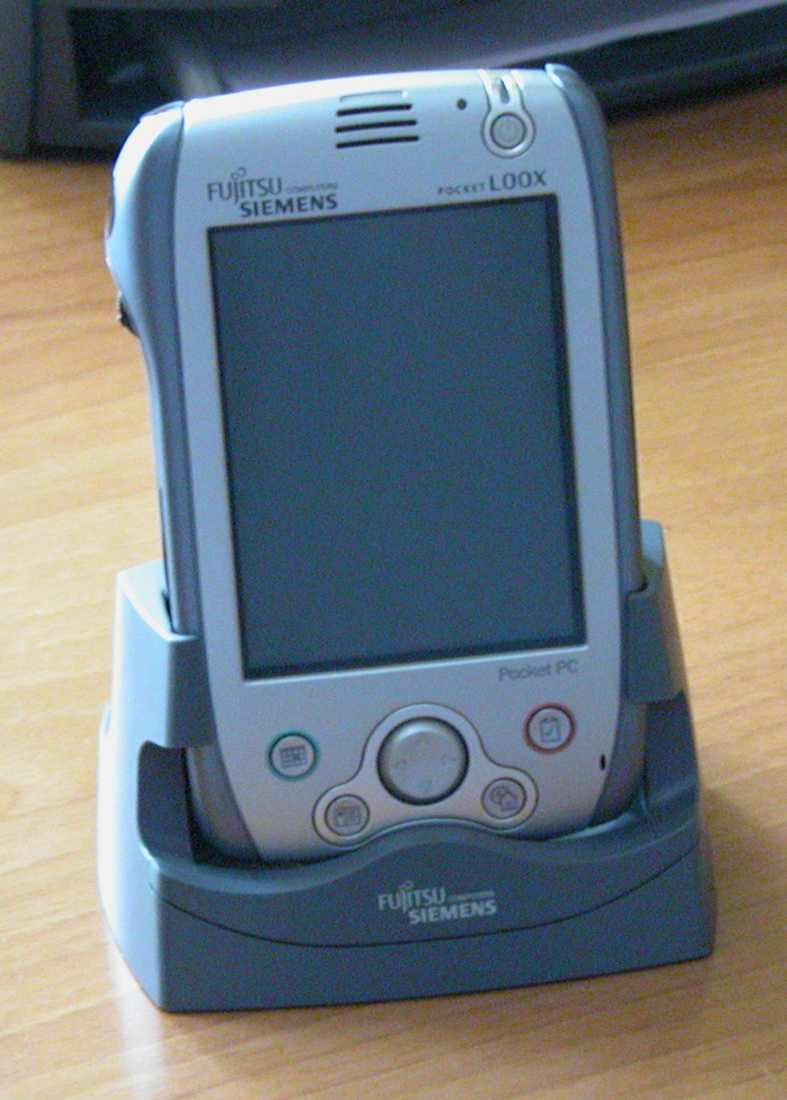
Pocket LOOX 600

- Bildschirm: 240×320 Pixel Touchscreen
- Speicher: 64 MB RAM
- Prozessor: 400 MHz Intel XScale PXA250
- Schnittstellen:
  - Infrarot-Schnittstelle
  - Bluetooth 1.1
  - Audio-Ausgang über Kopfhörerstecker
- Akku: 1.440 mAh Lithium-Polymer
- Betriebssystem: Microsoft Pocket PC 2002, später Windows Mobile 2003 (durch FSC auch upgradebar)

### Loox 610
- Bildschirm: 240 × 320 Pixel Touchscreen
- Speicher: 64/128 MB RAM / 64 MB ROM
- Prozessor: 400 MHz Intel XScale PXA255
- Schnittstellen:
  - IrDA Infrarot-Schnittstelle
  - Bluetooth 1.1
  - WiFi/WLAN (nur Sondermodell 610 BT/WLAN)
  - Audio-Ausgang (3,5mm-Klinke)
- Akku:
  - 1.500 mAh Lithium-Ionen
  - Backup intern (CR2032, 3V)
- Eingabe:
  - 5-Wege-Navigationstasten
  - Eingabestift
- Speicherkarte: Compact Flash (CF) und Secure Digital Slots (bis 4GB Kapazität, keine SDHC-Karten)
- Docking-Station: Cradle
- Betriebssystem: Windows Mobile 2003

Hergestellt von Asus ist dieses Modell baugleich mit dem ASUS MyPal A716.

### Loox 720
Am 1. September 2004 brachte Fujitsu Siemens den Pocket Loox 720 auf den Markt. Er gehörte zu den ersten VGA-Pocket-PCs und wurde mit Windows Mobile 2003 SE ausgeliefert.

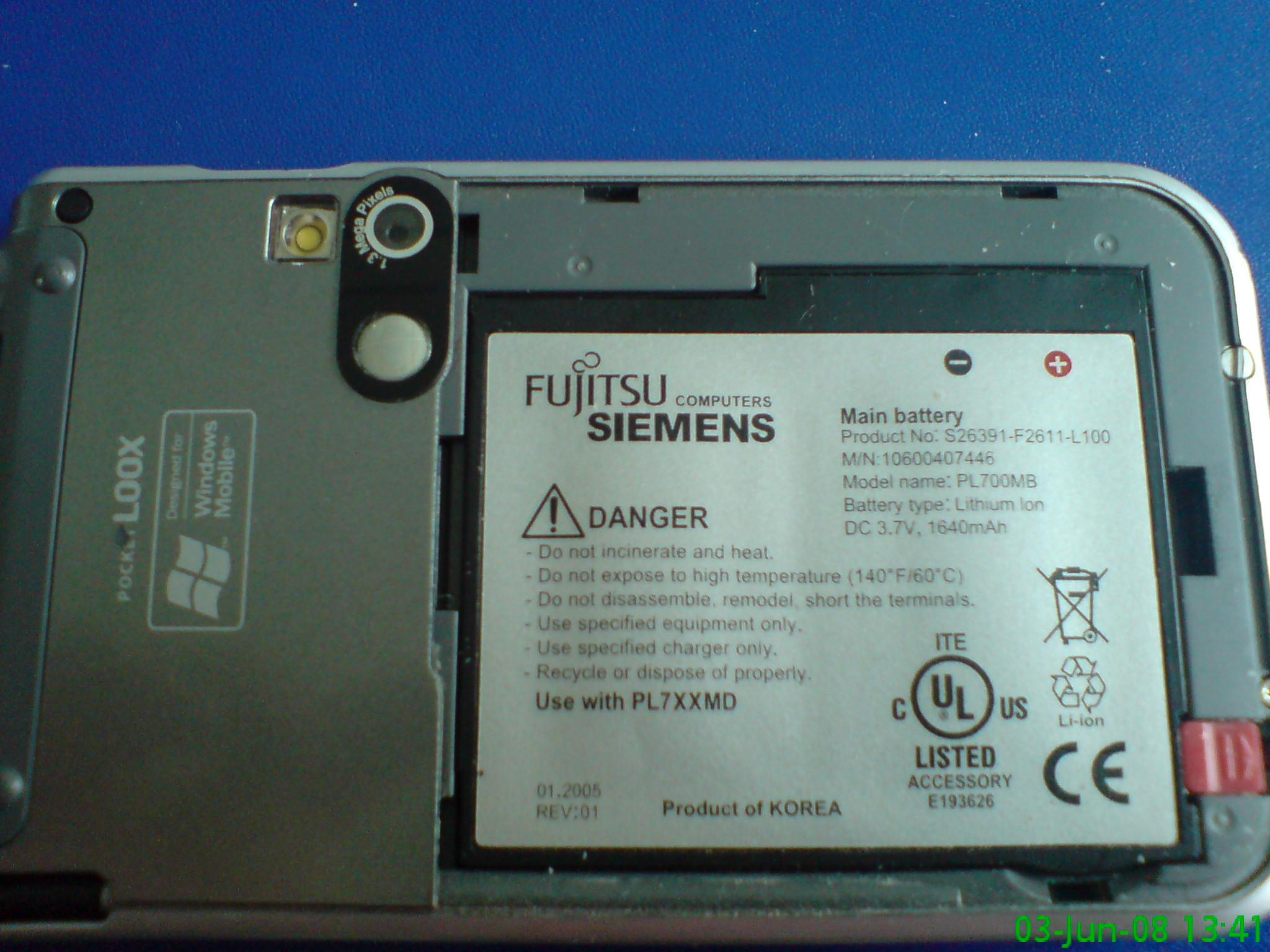
Rückseite des Loox 720

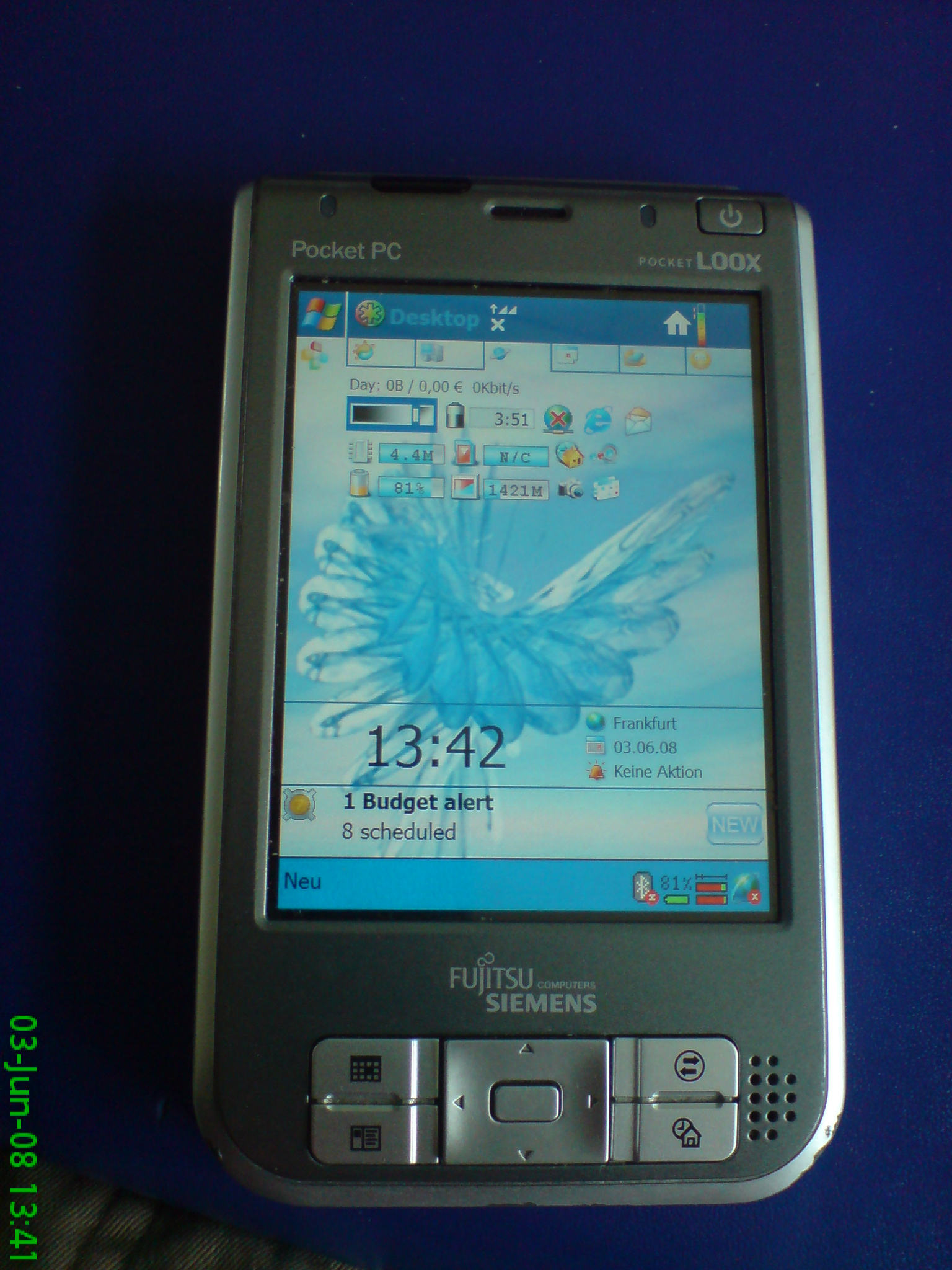
Vorderseite des Loox 720 mit eingeschaltetem Display

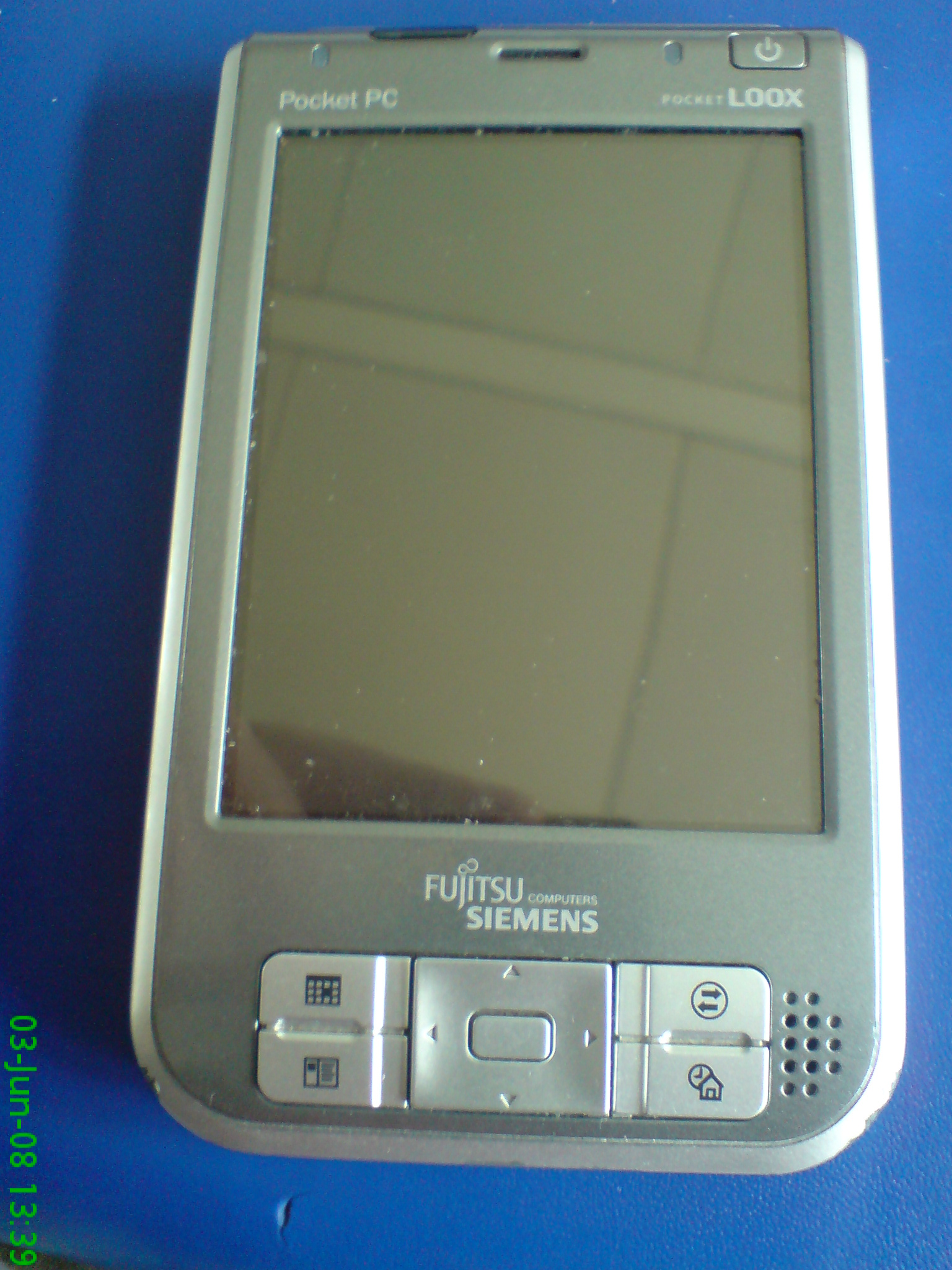
Vorderseite des Loox 720

- Bildschirm: 3,6 Zoll (9,1 cm), 480 × 640 Pixel Touchscreen mit 64k Farben
- Speicher: 128 MB RAM / 64 MB Flash-ROM
- Prozessor: 520MHz Intel XScale PXA272
- Schnittstellen:
  - Audio-Ein-/Ausgang über Kopfhörerstecker
  - Audio-Ausgang über Synchronisierungs- und Lade-Stecker
  - RS232
  - USB Host, der mit folgender USB Peripherie kompatibel ist
  - Infrarot-Schnittstelle
  - Bluetooth 1.2
  - WiFi 802.11b
- Speicherkarte: Compact Flash (CF) und Secure Digital (SDIO-kompatibel) Slots (bis 4GB Kapazität, keine SDHC-Karten)
- Kamera: 1.3 MegaPixel mit LED-Blitz
- Eingabe: Jog Dial
- VoIP-Lautsprecher
- Abmessungen: 122 mm × 72 mm × 15,2 mm
- neben dem Akku gibt es eine Knopfzelle (NiMH V20HR 1,2V 20mAh) zur Speichererhaltung
- Betriebssystem: Windows Mobile 2003 SE

Pläne, die zunächst vorsahen, die Loox 700 Serie mit Windows Mobile 5.0 auszuliefern bzw. ein Upgrade auf die neue Betriebssystemversion anzubieten wurden verworfen, da die Hardware die „Persistent storage“ – Funktion des Betriebssystems nicht unterstützt.

### Weitere Loox 700er Modelle
Der Pocket Loox 710 ähnelt sehr dem Pocket Loox 720, ist jedoch etwas „schwächer“ ausgestattet als dieser.
Im Januar 2005 wurde der Pocket Loox 718, das 3. Mitglied der 7xx Serie, auf den Markt gebracht. Bis auf die fehlende Kamera ist dieser identisch mit dem Pocket Loox 720.

### N500
- Bildschirm: 3,5 Zoll (8,89 cm), 240 × 320 Pixel Touchscreen
- Speicher: 64 MB RAM / 64 MB Flash-ROM
- Prozessor: Intel XScale PXA270 mit 312 MHz
- Schnittstellen:
  - Audio-Ein-/Ausgang über Kopfhörerstecker
  - RS232 Schnittstelle (diese erwartet jedoch von der Gegenseite einen Pegel und kann daher zwar zum synchronisieren verwendet werden, die Ansteuerung von anderen RS232 Peripheriegeräten ist manchmal jedoch unmöglich)
  - USB Host, der mit folgender USB Peripherie kompatibel ist
  - Infrarot-Schnittstelle
- Speicherkarte: Secure Digital (SDIO-kompatibel)
- Navigation: integriertes GPS-Modul (SiRFstar III)
- Betriebssystem: Windows Mobile 5.0

### N520
- Bildschirm: 3,5 Zoll (8,89 cm), 240 × 320 Pixel Touchscreen
- Speicher: 64 MB RAM / 128 MB Flash-ROM
- Prozessor: Intel XScale PXA270 mit 312 MHz
- Schnittstellen:
  - Audio-Ein-/Ausgang über Kopfhörerstecker
  - RS232 (diese erwartet jedoch von der Gegenseite einen Pegel und kann daher zwar zum synchronisieren verwendet werden, die Ansteuerung von anderen RS232 Pheripheriegeräten ist manchmal jedoch unmöglich)
  - USB Host, der mit folgender USB Peripherie kompatibel ist
  - Infrarot-Schnittstelle
  - W-Lan 802.11b/g
- Speicherkarte: Secure Digital (SDIO-kompatibel)
- Navigation: integriertes GPS-Modul (SiRFstar III)
- Akku: 1200 mAh Lithium-Ionen
- Gewicht: 0,144 kg
- Abmessungen (B×H×T): 116 mm × 71 mm × 14 mm
- Betriebssystem: Windows Mobile 5.0

### N560
- Bildschirm: 3,5 Zoll (8,89 cm), 480 × 640 Pixel Touchscreen
- Speicher: 64 MB RAM / 128 MB Flash-ROM
- Prozessor: Intel XScale PXA270 mit 624 MHz
- Schnittstellen:
  - Audio-Ein-/Ausgang über Kopfhörerstecker
  - RS232 (diese erwartet jedoch von der Gegenseite einen Pegel und kann daher zwar zum synchronisieren verwendet werden, die Ansteuerung von anderen RS232 Pheripheriegeräten ist manchmal jedoch unmöglich)
  - USB Host (nicht mit aller Peripherie kompatibel)
  - Infrarot-Schnittstelle
  - Bluetooth 1.2
  - W-Lan 802.11b/g
- Speicherkarte: Secure Digital (SDIO-kompatibel)
- Navigation: integriertes GPS-Modul (SiRFstar III)
- Akku: 1200 mAh Lithium-Ionen
- Gewicht: 0,144 kg
- Abmessungen (B×H×T): 116 mm × 71 mm × 14 mm
- Betriebssystem: Windows Mobile 5.0

### C550
- Bildschirm: 3,5 Zoll (8,89 cm), 480 × 640 Pixel Touchscreen
- Speicher: 64 MB RAM / 128 MB Flash-ROM
- Prozessor: Intel XScale PXA270 mit 520 MHz
- Schnittstellen:
  - Audio-Ein-/Ausgang über Kopfhörerstecker
  - RS232 (die auch einen Pegel liefert und damit RS232 gespeiste Geräte versorgen kann)
  - USB Host (nicht mit aller Peripherie kompatibel)
  - Infrarot-Schnittstelle
  - Bluetooth 1.2
  - W-Lan 802.11b/g
- Speicherkarte: Secure Digital (SDIO-kompatibel)
- Betriebssystem: Windows Mobile 5.0

## Smartphones

### Loox T810
- Bildschirm: 2,4 Zoll, 240×240 Pixel Touchscreen
- Speicher: 64 MB RAM / 128 MB Flash-ROM
- Prozessor: 416 MHz Intel XScale PXA270
- Schnittstellen:
  - Audio-Ein-/Ausgang über Kopfhörerstecker
  - USB 1.1 Host
  - Bluetooth 2.0
  - W-LAN 802.11b/g
  - UMTS, GSM, GPRS
- Navigation: GPS Modul (SiRFstar III)
- Speicherkarte: Secure Digital (SDIO-kompatibel)
- Akku: 1.500 mAh Lithium-Ionen
- Empfänger für VoIP-Telefonate
- Betriebssystem: Windows Mobile 5.0

### Loox T830
- Bildschirm: 2,4 Zoll, 240×240 Pixel Touchscreen
- Speicher: 64 MB RAM / 128 MB Flash-ROM
- Prozessor: 416 MHz Intel XScale PXA270
- Schnittstellen:
  - Audio-Ein-/Ausgang über Kopfhörerstecker
  - USB 1.1 Host
  - Bluetooth 2.0
  - W-LAN 802.11b/g
  - UMTS, GSM, GPRS
- Navigation: GPS Modul (SiRFstar III)
- Speicherkarte: Secure Digital (SDIO-kompatibel)
- Akku: 1.500 mAh Lithium-Ionen
- Empfänger für VoIP-Telefonate
- Zweitkamera für Videotelefonie: VGA-Kamera (640×480)
- Hauptkamera: 2 Megapixel Kamera (1600×1200)
- Betriebssystem: Windows Mobile 5.0

## Navigationsgeräte
Es wurden auch zwei Navigationsgeräte unter der Loox Bezeichnung eingeführt, diese liefen jedoch nicht unter Windows Mobile, sondern unter Windows CE 5.0. Diese liefen bis 2007 im Handel als handliche Navigationsgeräte mit 2,8-Zoll-Touchscreen und der Navigationssoftware Navigon 6. Es wurde mit Kartenmaterial des Jahres 2006 ausgeliefert. Zusätzlich waren Multimediaprogramme implementiert, so dass die Geräte auch als MP3- und Videoabspielgeräte genutzt werden konnten. Das Loox N110 verfügte über einen internen Speicher von 2 Gigabyte, das äußerlich identische Loox N100 hatte keinen internen Speicher, verfügte aber wie auch das Loox N110 über einen miniSD Speicherkartenschacht. SDHC-Karten werden nicht unterstützt.

### Loox N100/N110
- Bildschirm: 2,8 Zoll, 320×240 Pixel Touchscreen
- Speicher: 64 MB ROM
- Prozessor: 300 MHz Samsung
- Navigation: integriertes GPS-Modul (SiRFstar III)
- Akku: 1.100 mAh Lithium-Ionen
- Gewicht: 0,110 kg
- Speicherkarte: miniSD
- Betriebssystem: Windows CE 5.0

## Community
Mit der Zeit entwickelte sich eine große Community für diese Geräte, beispielsweise im inzwischen abgeschalteten FirstLoox-Forum, wo Verbesserungen und versteckte Features des Gerätes beschrieben werden, wie z. B. Audio-Ausgang über die Sync- und Lade-Schnittstelle, Audio-In über die Kopfhörerbuchse, und eine unabhängige Aktivierung des VoIP-Lautsprechers.